# België op de Olympische Zomerspelen 1952
België nam deel aan de Olympische Zomerspelen 1952 in Helsinki, Finland. Net als vier jaar eerder won het twee keer goud en twee keer zilver. Toen werden echter ook drie bronzen medailles gewonnen.

## Medailleoverzicht
| Sport      | Olympiër                                       | Discipline           | Medaille |
| ---------- | ---------------------------------------------- | -------------------- | -------- |
| Wielrennen | André Noyelle                                  | wegwedstrijd         | Goud     |
| Wielrennen | André Noyelle Robert Grondelaers Lucien Victor | wegwedstrijd, team   | Goud     |
| Roeien     | Robert Baetens Michel Knuysen                  | twee-zonder-stuurman | Zilver   |
| Wielrennen | Robert Grondelaers                             | wegwedstrijd         | Zilver   |

## Resultaten per onderdeel

### Atletiek
| Olympiër                                                       | Discipline             | Resultaat | Prestatie                                                   |
| -------------------------------------------------------------- | ---------------------- | --------- | ----------------------------------------------------------- |
| Fernand Linssen                                                | 200m (m)               | 41e       | serie 4: 3e in 22,37                                        |
| Albert Lowagie                                                 | 400m (m)               | 50e       | serie 7: 5e in 50,26                                        |
| Roger Moens                                                    | 400m (m)               | 25e       | serie 5: 3e in 48,71                                        |
| Antoon Uytterhoeven                                            | 400m (m)               | 49e       | serie 9: 5e in 50,21                                        |
| Lucien De Muynck                                               | 800m (m)               | 41e       | serie 6: 6e in 1.57,4                                       |
| Louis Desmet                                                   | 800m (m)               | 25e       | serie 4: 4e in 1.52,9                                       |
| Oscar Soetewey                                                 | 800m (m)               | 33e       | serie 5: 4e in 1.55,4                                       |
| Frans Herman                                                   | 1500m (m)              | 21e       | serie 5: 2e in 3.56,2 halve finale 2: 9e in 3.53,8          |
| Daniel Janssens                                                | 1500m (m)              | 29e       | serie 3: 7e in 3.55,8                                       |
| Gaston Reiff                                                   | 5000m (m)              | DNF       | serie 1: 3e in 14.23,8 finale: niet gefinisht               |
| Lucien Theys                                                   | 5000m (m)              | 14e       | serie 2: 4e in 14.22,2 finale: 14e in 14.59,0               |
| Alphonse Vandenrydt                                            | 5000m (m)              | 41e       | serie 3: 15e in 15.51,2                                     |
| Alphonse Vandenrydt                                            | 10000m (m)             | 29e       | 33.13,4                                                     |
| Marcel Vandewattyne                                            | 10000m (m)             | 22e       | 31.15,8                                                     |
| Robert Schoonjans                                              | 3000m steeplechase (m) | 28e       | serie 3: 8e in 9.30,6                                       |
| Fernand Linssen Albert Lowagie Roger Moens Antoon Uytterhoeven | 4x400m (m)             | 13e       | serie 1: 4e in 3.16,05                                      |
| Charles Dewachtere                                             | marathon (m)           | 18e       | 2:34.32,0                                                   |
| Jean Leblond                                                   | marathon (m)           | 32e       | 2:40.37,0                                                   |
| Jean Simonet                                                   | marathon (m)           | 23e       | 2:35.43,0                                                   |
| Walter Herssens                                                | hink-stap-springen (m) | 33e       | kwalificatie groep A: 18e met 13,52m                        |
| Jacques Delelienne                                             | hoogspringen (m)       | 9e        | kwalificatie groep A: 6e met 1,87m finale: 9e met 1,90m     |
| Walter Herssens                                                | hoogspringen (m)       | 30e       | kwalificatie groep A: 15e met 1,84m                         |
| Raymond Kintziger                                              | discuswerpen (m)       | 30e       | kwalificatie groep A: 16e met 41,46m                        |
| Henri Haest                                                    | kogelslingeren (m)     | 22e       | kwalificatie groep B: 13e met 49,08m finale: 22e met 48,78m |

### Basketbal
| Olympiër | Discipline | Resultaat | Prestatie                                                                          |
| --- | ---------- | --------- | ---------------------------------------------------------------------------------- |
| Jules Boes Jan Ceulemans Henri Coosemans Henri Crick Yves Delsarte Josef du Jardin Johannes Ducheyne Jef Eygel Désiré Ligon Julien Meuris Félix Roosemont Alexis van Gils Pierre van Huele | mannen     | 17e       | voorronde groep A: 3e V van Cuba: 51-59 W van Zwitserland: 59-49 V van Cuba: 63-71 |

| Groep A |             |             |             |             |            |            |            |        |
| #       | Land        | Wedstrijden | Wedstrijden | Wedstrijden | Doelpunten | Doelpunten | Doelpunten | Punten |
| #       | Land        | G           | W           | V           | V          | T          | Saldo      | Punten |
| 1       | Bulgarije   | 2           | 2           | 0           | 131        | 114        | +17        | 4      |
| 2       | Cuba        | 3           | 2           | 1           | 186        | 176        | +10        | 4      |
| 3       | België      | 3           | 1           | 2           | 173        | 179        | -6         | 2      |
| 4       | Zwitserland | 2           | 0           | 2           | 107        | 128        | -21        | 0      |

| Ronde      | Plaats | Land  | Score       | Land |
| ---------- | ------ | ----- | ----------- | ---- |
| Groepsfase |        |       |             |      |
| Helsinki   | België | 51-59 | Cuba        |      |
| Helsinki   | België | 59-49 | Zwitserland |      |
| Helsinki   | België | 63-71 | Cuba        |      |

### Boksen
| Olympiër                   | Discipline  | Resultaat | Prestatie                                                                              |
| -------------------------- | ----------- | --------- | -------------------------------------------------------------------------------------- |
| Jean Renard                | -54kg (m)   | 17e       | 1e ronde: V van Sovjet-Unie Garbuzov: 1-2                                              |
| Bob Marcel                 | -60kg (m)   | 17e       | 1e ronde: V van IRL Martin: 1-2                                                        |
| Jean Louis Paternotte      | -63,5kg (m) | 5e        | 1e ronde: vrij 2e ronde: W van LUX Backes: 3-0 3e ronde: V van FIN Mallenius: 1-2      |
| Jean Louis Paternotte      | -67kg (m)   | 17e       | 1e ronde: V van POL Chychła: 0-3                                                       |
| Max Maurice Oscar Marsille | +81kg (m)   | 9e        | 1e ronde: vrij 2e ronde: W van EGY Elminabaoui: 3-0 3e ronde: V van YUG Krizmanić: 0-3 |

### Gewichtheffen
| Olympiër      | Discipline | Resultaat | Prestatie                                                                       |
| ------------- | ---------- | --------- | ------------------------------------------------------------------------------- |
| Henri Colans  | -60kg (m)  | 20e       | drukken: 20e met 80kg trekken: 19e met 85kg stoten: 15e met 115kg totaal: 280kg |
| Robert Allart | -90kg (m)  | DNF       | drukken: 8e met 110kg trekken: niet gestart                                     |

### Gymnastiek
| Olympiër          | Discipline               | Resultaat | Prestatie    |
| ----------------- | ------------------------ | --------- | ------------ |
| Maurice De Groote | meerkamp individueel (m) | 179e      | 77,10 punten |
| Frederik De Waele | meerkamp individueel (m) | 126e      | 97,20 punten |
| Jerome Riské      | meerkamp individueel (m) | 164e      | 87,35 punten |

### Hockey
| Olympiër | Discipline | Resultaat | Prestatie                                                             |
| --- | ---------- | --------- | --------------------------------------------------------------------- |
| Pierre Bousmanne José Delaval Jean Dubois Jean-Jacques Enderlé Roger Goossens Harold Mechelynck Roger Morlet Jean-Jacques Moucq Leo Rooman Paul Toussaint Jean Van Leer Lucien Van Weydeveld Jacques Vanderstappen | mannen     | 5e        | 1e ronde: W van Finland: 6-0 kwartfinale: V van Groot-Brittannië: 0-1 |

### Kanovaren
| Olympiër                                  | Discipline     | Resultaat | Prestatie                                  |
| Vlakwater                                 | Vlakwater      | Vlakwater | Vlakwater                                  |
| ----------------------------------------- | -------------- | --------- | ------------------------------------------ |
| Rik Verbrugghe                            | K-1 1000m (m)  | 7e        | serie 1: 1e in 4.27,7 finale: 7e in 4.25,0 |
| Hilaire Deprez                            | K-1 10000m (m) | 11e       | 50.20,6                                    |
| Frans Van Den Berghen Albert Van De Vliet | K-2 1000m (m)  | 12e       | serie 3: 4e in 3.59,2                      |

### Moderne vijfkamp
| Olympiër         | Discipline | Resultaat | Prestatie |
| ---------------- | ---------- | --------- | --- |
| Francis Plumerel | mannen     | 45e       | paardensport: 45e in 12.39,0 (22 punten) schermen: 20e met 24 overwinningen schietsport: 46e met 145 punten zwemmen: 44e in 5.55,5 atletiek: 40e in 17.09,5 totaal: 195 punten |

### Roeien
| Olympiër                                                      | Discipline      | Resultaat | Prestatie |
| ------------------------------------------------------------- | --------------- | --------- | --- |
| Henri Steenacker                                              | skiff (m)       | 12e       | serie 2: 5e in 8.04,0 herkansingen: 1e in 7.43,8 halve finale herkansingen: 4e in 7.59,5                      |
| Robert George Joseph van Stichel                              | dubbel-twee (m) | 10e       | serie 1: 3e in 7.13,2 herkansingen: 1e in 7.03,2 halve finale herkansingen: 3e in 7.25,8                      |
| Bob Baetens Michel Knuysen                                    | twee-zonder (m) | Zilver    | serie 1: 3e in 7.48,9 herkansingen: 1e in 7.22,8 halve finale herkansingen: 1e in 7.35,0 finale: 2e in 8.23,5 |
| Eugeen Jacobs Hippolyte Mattelé Kamiel Van Dooren             | twee-met (m)    | 8e        | serie 1: 2e in 8.05,3 halve finale 2: 2e in 8.11,4 halve finale herkansingen: 2e in 8.03,7                    |
| Florent Caers Harry Elzendoorn Jos Rosa Charles Van Antwerpen | vier-zonder (m) | 11e       | serie 1: 5e in 6.49,8 herkansingen: 1e halve finale herkansingen: 4e in 6.54,2                                |

### Schermen
| Olympiër                                                                                                   | Discipline      | Resultaat | Prestatie                                                            |
| --- | --------------- | --------- | -------------------------------------------------------------------- |
| Ghislain Delaunois                                                                                         | degen (m)       | 24e       | 1e ronde groep 5: 4e kwartfinale 4: 5e                               |
| Robert Henrion                                                                                             | degen (m)       | 53e       | 1e ronde groep 1: 5e                                                 |
| Jean-Baptiste Maquet                                                                                       | degen (m)       | 19e       | 1e ronde groep 4: 1e kwartfinale 1: 3e halve finale 1: 10e           |
| Albert Bernard Ghislain Delaunois Robert Henrion Jean-Baptiste Maquet Paul Valcke                          | degen team (m)  | 10e       | 1e ronde groep 4: 1e kwartfinale 2: 3e                               |
| Gustave Ballister                                                                                          | floret (m)      | 29e       | 1e ronde groep 6: 1e kwartfinale 4: 5e                               |
| Paul Valcke                                                                                                | floret (m)      | 26e       | 1e ronde groep 7: 1e kwartfinale 3: 4e                               |
| André Verhalle                                                                                             | floret (m)      | 10e       | 1e ronde groep 4: 1e kwartfinale 5: 3e halve finale 1: 4e            |
| Gustave Ballister Alex Bourgeois Paul Valcke Pierre Van Houdt André Verhalle Édouard Yves                  | floret team (m) | 5e        | 1e ronde groep 1: 2e kwartfinale 2: 2e halve finale 1: 3e            |
| Gustave Ballister                                                                                          | sabel (m)       | 9e        | 1e ronde groep 5: 1e kwartfinale 2: 3e halve finale 2: 3e finale: 9e |
| François Heywaert                                                                                          | sabel (m)       | 18e       | 1e ronde groep 4: 1e kwartfinale 3: 4e halve finale 3: 6e            |
| Marcel Van Der Auwera                                                                                      | sabel (m)       | 24e       | 1e ronde groep 6: 1e kwartfinale 4: 5e                               |
| Gustave Ballister Robert Bayot Georges de Bourguignon François Heywaert Marcel Van Der Auwera Édouard Yves | sabel team (m)  | 5e        | 1e ronde groep 4: 1e kwartfinale 4: 1e halve finale 1: 4e            |

### Schietsport
| Olympiër           | Discipline                 | Resultaat | Prestatie                  |
| ------------------ | -------------------------- | --------- | -------------------------- |
| Frans Lafortune    | 50m geweer 3 houdingen (m) | 23e       | 1131 punten: (361-382-388) |
| François Lafortune | 50m geweer 3 houdingen (m) | 24e       | 1131 punten: (368-376-387) |
| Frans Lafortune    | 50m geweer liggend (m)     | 42e       | 388 punten: (95-96-99-98)  |
| François Lafortune | 50m geweer liggend (m)     | 44e       | 387 punten: (96-97-98-96)  |
| Albert Fichefet    | trap (m)                   | 21e       | 178 punten: (90-88)        |
| Gaston Van Roy     | trap (m)                   | 28e       | 169 punten: (78-91)        |

### Waterpolo
| Olympiër | Discipline | Resultaat | Prestatie |
| --- | ---------- | --------- | --- |
| Théo-Léo de Smet Marcel Heyninck André Laurent Georges Leenheere François Maesschalck Alphonse Martin Joseph Reynders Roland Sierens Jozef Smits ohan Van den Steen | mannen     | 6e        | kwalificatie: W van Zuid-Afrika: 6-5 groep D: 1e halve finale groep A: 3e 5-8e plek: 2e V van Nederland: 3-6 G tegen Sovjet-Unie: 3-3 |

### Wielersport
| Olympiër                                                    | Discipline               | Resultaat | Prestatie                                                              |
| Baan                                                        | Baan                     | Baan      | Baan                                                                   |
| ----------------------------------------------------------- | ------------------------ | --------- | ---------------------------------------------------------------------- |
| Stefaan Martens                                             | sprint (m)               | 10e       | serie 2: 1e kwartfinale 1: 3e kwartfinale herkansingen: niet gefinisht |
| Jos De Bakker                                               | tijdrit (m)              | 9e        | 1.14,7                                                                 |
| Gabriel Glorieux Pierrot Gosselin                           | tandem (m)               | 10e       | serie 1: V van Zuid-Afrika 1e ronde herkansingen: W van Finland: 11,5  |
| Paul Depaepe Gabriel Glorieux José Pauwels Robert Raymond   | ploegenachtervolging (m) | 5e        | kwalificatie: 5e in 4.54,0 kwartfinale 4: V van Zuid-Afrika            |
| Weg                                                         |                          |           |                                                                        |
| Robert Grondelaers                                          | wegwedstrijd (m)         | Zilver    | 5:06.51,2                                                              |
| André Noyelle                                               | wegwedstrijd (m)         | Goud      | 5:06.03,4                                                              |
| Rik Van Looy                                                | wegwedstrijd (m)         | DNF       | niet gefinisht                                                         |
| Lucien Victor                                               | wegwedstrijd (m)         | 4e        | 5:07.52,0                                                              |
| Robert Grondelaers André Noyelle Rik Van Looy Lucien Victor | wegwedstrijd team (m)    | Goud      | 15:20.46,6                                                             |

### Worstelen
| Olympiër           | Discipline  | Resultaat   | Prestatie |
| Vrije stijl        | Vrije stijl | Vrije stijl | Vrije stijl |
| ------------------ | ----------- | ----------- | --- |
| Maurice Mewis      | -52kg (m)   | 11e         | 1e ronde: V van ITA De Giorgi: 0-3 2e ronde: V van URS Sayadov: 0-3                                                                  |
| Joseph Trimpont    | -57kg (m)   | 11e         | 1e ronde: V van DEN Johansen: 1-2 |
| Jef Mewis          | -62kg (m)   | 14e         | 1e ronde: V van HUN Hoffmann: 0-3 2e ronde: W van GER Ellerbrock: 3-0 3e ronde: V van FIN Mäkinen: 0-3                               |
| Jan Cools          | -67kg (m)   | 8e          | 1e ronde: W van MEX Tovar: 3-0 2e ronde: W van NOR Larsson 3e ronde: V van SWE Anderberg 4e ronde: V van USA Evans                   |
| Jos De Jong        | -73kg (m)   | 13e         | 1e ronde: V van EGY Moussa 2e ronde: V van TCH Sekal                                                                                 |
| Augustus Everaerts | -79kg (m)   | 10e         | 1e ronde: V van HUN Gurics |
| Auguste Baarendse  | +87kg (m)   | 9e          | 1e ronde: V van ITA Vecchi: 0-3 2e ronde: V van USA Kerslake                                                                         |
| Grieks-Romeins     |             |             | |
| Maurice Mewis      | -52kg (m)   | 7e          | 1e ronde: W van ROU Pîrvulescu: 3-0 2e ronde: W van TCH Zeman 3e ronde: V van SWE Johansson: 0-3 4e ronde: V van URS Goerevitsj: 0-3 |
| Lucien Claes       | -62kg (m)   | 10e         | 1e ronde: V van AUT Brötzner: 0-3 2e ronde: V van GER Ellerbrock: 0-3                                                                |
| Jan Cools          | -67kg (m)   | 12e         | 1e ronde: W van LUX Scheitler: 3-0 2e ronde: V van HUN Tarr: 0-3 3e ronde: V van SAA Schmidt: 0-3                                    |
| Jos De Jong        | -73kg (m)   | 13e         | 1e ronde: V van EGY Osman 2e ronde: V van GER Mackowiak                                                                              |
| Émile Courtois     | -79kg (m)   | 6e          | 1e ronde: vrij 2e ronde: V van ITA Gallegati 3e ronde: V van URS Belov                                                               |

### Zeilen
| Olympiër                                                                   | Discipline | Resultaat | Prestatie                           |
| -------------------------------------------------------------------------- | ---------- | --------- | ----------------------------------- |
| Christian Anton Nielsen                                                    | finn       | 18e       | 2753 punten: (17-13-22-12-12-9-12)  |
| Jean Lucien de Meulemeester Andre Maurice Deryckere Auguste Charles Galeyn | dragon     | 17e       | 1067 punten: (14-13-13-16-17-17-13) |

### Zwemmen
| Olympiër                                                          | Discipline            | Resultaat | Prestatie                                          |
| ----------------------------------------------------------------- | --------------------- | --------- | -------------------------------------------------- |
| Louis Schoenmaekers                                               | 200m schoolslag (m)   | 25e       | serie 2: 5e in 2.46,5                              |
| Joseph Anthoon Marcel Anthoon Alfons Bierebeek Kamiel Reynders    | 4x200m vrije slag (m) | 17e       | serie 2: 5e in 9.45,5                              |
|                                                                   |                       |           |                                                    |
| Sybille Verckist                                                  | 100m vrije slag (v)   | 34e       | serie 5: 6e in 1.13,7                              |
| Huguette Peeters                                                  | 400m vrije slag (v)   | 15e       | serie 1: 2e in 5.29,8 halve finale 1: 8e in 5.36,5 |
| Sybille Verckist                                                  | 400m vrije slag (v)   | 25e       | serie 2: 6e in 5.40,1                              |
| Raymonda Vergauwen                                                | 200m schoolslag (v)   | 11e       | serie 4: 2e in 3.02,8 halve finale 2: 5e in 3.02,6 |
| Nicole Guilini Huguette Peeters Irène Possemiers Sybille Verckist | 4x100m vrije slag (v) | 11e       | serie 2: 6e in 4.54,8                              |

Argentinië · Australië · Bahama's · België · Bermuda · Birma · Brazilië · Brits-Guiana · Bulgarije · Canada · Ceylon · Chili · China · Cuba · Denemarken · Duitsland · Egypte · Filipijnen · Finland · Frankrijk · Goudkust · Griekenland · Groot-Brittannië · Guatemala · Hongarije · Hongkong · Ierland · IJsland · India · Indonesië · Iran · Israël · Italië · Jamaica · Japan · Joegoslavië · Libanon · Liechtenstein · Luxemburg · Mexico · Monaco · Nederland · Nederlandse Antillen · Nieuw-Zeeland · Nigeria · Noorwegen · Oostenrijk · Pakistan · Panama · Polen · Portugal · Puerto Rico · Roemenië · Saarland · Singapore ·  Sovjet-Unie · Spanje · Thailand · Trinidad en Tobago · Tsjecho-Slowakije · Turkije · Uruguay · Venezuela · Verenigde Staten · Vietnam · Zuid-Afrika · Zuid-Korea · Zweden · Zwitserland